# Plebiscit
Plebiscit (latin plebiscitum) kallades i Rom ett beslut (latin scitum) fattat av plebejerna (plebs) vid deras särskilda sammankomster, concilia plebis. 
Ursprungligen hade plebiscitet gällande kraft endast för plebejerna och var till skillnad från lagen (lex) inte bindande för samhället i helhet. Med tiden fick dock plebsförsamlingar utvidgad lagstiftningsrätt, och plebiscita blev särskilt genom diktatorn Publilius lag av 339 f.Kr. samt Hortensius av 287 f.Kr. likställda med lagar (leges). Skillnaden låg sedermera endast i initiativet och sättet för beslutens fattande, genom att plebiscita beslöts i tribusförsamlingar på hemställan av tribunerna, leges i egentlig mening på centurieförsamlingar i regel efter konsulernas initiativ.
Ordet har i modern tid kommit att användas i flera europeiska språk som synonym för beslutande folkomröstningar. I svenska språket har det bland annat använts för franska folkomröstningar under Napoleon I och Napoleon III.